# FVWM
FVWM (F Virtual Window Manager) ist ein freier, ICCCM-konformer und modularer Fenstermanager für das X Window System.
Hauptmerkmale von FVWM sind die umfangreiche und vielfältige Konfigurierbarkeit des Fensterverwalters über Konfigurationsdateien und die Verwendung von virtuellen Arbeitsplätzen. Viele aktuelle Fensterverwalter sind mit FVWM verwandt, unter anderem AfterStep, Xfce oder Enlightenment.

## Geschichte
Robert Nation beschloss im Juli des Jahres 1993, sich genauer mit dem damals allgegenwärtigen Twm zu beschäftigen, da ihn TWM bei der Analyse akustischer Signaturen für das Verteidigungsministerium der Vereinigten Staaten zu sehr einschränkte.
Unter anderem fand er heraus, warum der TWM soviel Speicher in Anspruch nahm und wie man sog. virtuelle Arbeitsoberflächen realisiert und implementiert.
Damals schon bekannt für seinen Terminalemulator rxvt, arbeitete Rob Nation an der Verminderung des Speicherverbrauchs seines neuen Fensterverwalters. Neugierig auf die Reaktion der Gemeinde verband er den FVWM mit einem neuen rxvt-Release.
Da viele Benutzer die Umständlichkeiten und die Einschränkungen des TWM leid waren, kam ihnen eine vernünftige Alternative gerade recht.
1994 verließ Nation das Projekt; er ernannte Charles Hines zum Verantwortlichen. Nations letztes Release war fvwm-1.24r. Aufgrund der völligen Neugestaltung der Architektur nach Nations Weggang und den daraus resultierenden Inkompatibilitäten zwischen den Konfigurationsdateien der alten und neuen Generationen bieten viele Linux-Distributionen beide Generationen des FVWM parallel an. Da (im Jahr 2005) fvwm-1.24r auf modernen Linuxsystemen immer noch ohne Probleme kompiliert und ausgeführt werden kann, gibt es immer noch eine kleine Anzahl von Benutzern, die dieses ältere FVWM-Release verwenden.

## Name
Zurzeit ordnen die Entwickler von FVWM dem F in der Abkürzung FVWM keine eindeutige Bedeutung zu. In alten archivierten Usenet-Beiträgen wird FVWM als Feeble Virtual Window Manager (englisch für schwacher oder zaghafter virtueller Fenster-Verwalter) bezeichnet. In einem Quelltext-Kommentar der FVWM-Version 0.5 wird FVWM ebenfalls als Feeble Virtual Manager bezeichnet.

## Besonderheiten
Bestimmte Features können vor dem Kompiliervorgang oder beim fertigen Programm mit Hilfe von Konfigurationsdateien abgeschaltet werden, andere können während der Laufzeit für bestimmte Fenster dynamisch als Module ge- bzw. entladen werden.
- volle Unterstützung für EWMH, ICCCM2 und Gnome-Hints
  - diese Standards ermöglichen FVWM, mit Arbeitsumgebungen wie Gnome und KDE zusammenzuspielen
- Unterstützung für viele Sprachen, einschließlich Multi-Byte-Zeichen und bidirektionalem Text
  - FVWM wurde mithilfe von gettext in viele verschiedene Sprachen übersetzt; unterstützt asiatische Zeichen und bidirektionale Sprachen, wie z. B. Hebräisch
- Xft2-Schriftunterstützung
  - Antialiasing, Schattenwurf von beliebiger Größe, Offset und Richtung, Textrotation und viele andere Effekte
- Titelleisten können deaktiviert oder an allen Fensterrändern dargestellt werden
- Fenster-Shading
- volle PNG-Unterstützung, inklusive Alpha Blending
  - PNGs als Hintergrund für Titelleisten und Menüs, sowie Alpha Blending für optische Effekte
- Dynamische FVWM-Konfigurationsdatei via Scripting und Pre-Processing
  - Perl-Bibliotheken unter Verwendung von m4, FvwmPerl oder CPP
- Dialoge, Menüs und Applikationen via FvwmForm, FvwmGtk und FvwmScript
- Unterstützung für Maus-Gesten
- Dynamische Menüs
- Sitzungsverwalter
- Xinerama-fähig

## Derivate

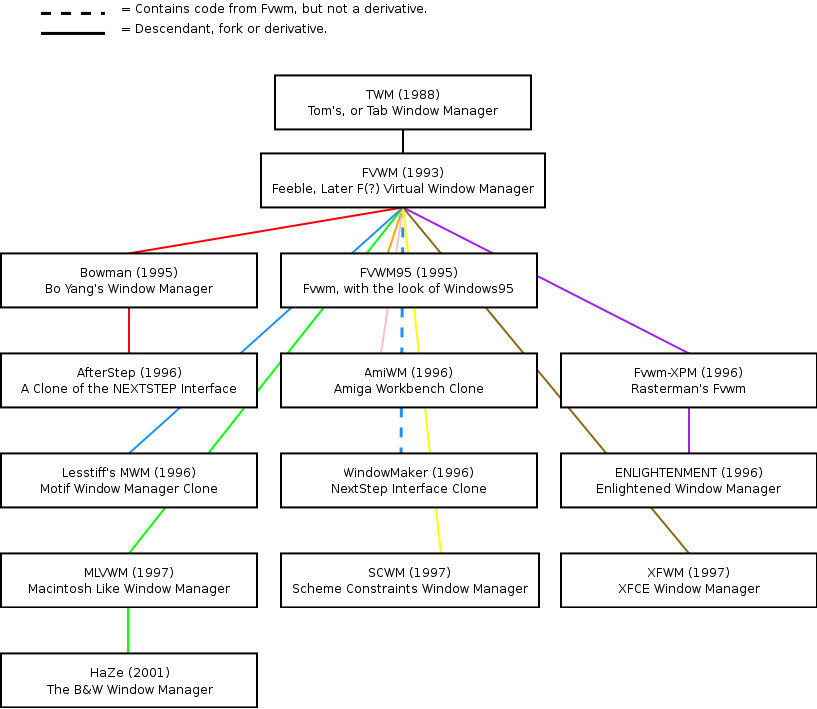
FVWM-Familienstammbaum